# Fàbrica Man
La Fàbrica Man és una fàbrica de Parets del Vallès (Vallès Oriental) inclosa a l'Inventari del Patrimoni Arquitectònic de Catalunya.

## Descripció
Edifici industrial format per quatre naus de 112,5 x 25 metres cada una, cobertes amb voltes cilíndriques formades per arcs de formigó armat separats 6 metres entre si i biguetes autoportants, tot cobert amb xapa metàl·lica.
Les voltes recolzen sobre jàsseres en V de formigó armat, d'1,2 metres de cantell que també serveixen de canaló de recollida d'aigua i que estan sustentades per pilars de formigó armat separats 25 metres excepte el tram central, que és de 15,5 metres.
A la façana est hi ha una marquesina de 6 metres de volada situada a 7 metres d'alçada protegint l'accés principal a la nau. Les altres façanes són arrebossades amb finestrals de portam metàl·lic exceptuant la façana oest de la segona nau, amb un accés d'amplada igual a la de la nau, tancat amb portam metàl·lic.

## Història
Construïda com una fàbrica de cervesa de la marca "Lamot", lligada a la marca "Moritz". La producció va cessar aquesta activitat amb la crisi de la Moritz.